# Russische Staatsbibliotheek
De Russische Staatsbibliotheek (Russisch: Российская государственная библиотека) in Moskou is een nationale bibliotheek van Rusland. Zij is de grootste bibliotheek van het land en dient niet verward te worden met de Russische Nationale Bibliotheek te Sint-Petersburg, de op een na grootste bibliotheek van Rusland.
De bibliotheek werd op 1 juli 1862 opgericht als de Roemjantsev-bibliotheek en was de eerste openbare bibliotheek van Moskou. Het Roemjantsev-museum was onderdeel van de bibliotheek en herbergde de kunstcollectie van graaf Nikolaj Roemjantsev. Wegens ruimtegebrek werd de Roemjantsev-collectie in 1925 verspreid over meerdere musea, een deel van de verzameling werd ondergebracht in het Poesjkinmuseum.
Onder Sovjet-bewind werd de bibliotheek in 1925 hernoemd tot de V.I. Lenin Staatsbibliotheek van de USSR. In 1992 kreeg zij haar huidige naam door een decreet van president Boris Jeltsin.
Werken aan een nieuwe bibliotheek startten in 1930 op basis van plannen van Vladimir Sjtsjoeko en Vladimir Gelfrejch en een eerste fase werd afgewerkt en in gebruik genomen in 1941. Een leeszaal met 250 zitplaatsen werd toegevoegd in 1945 en tot 1960 werd het gebouw uitgebreid.
Wegens plaatsgebrek werd in 1968 begonnen aan de bouw van bijkomende depotruimte voor kranten, wetenschappelijke werken en boeken met kleine circulatie uit de centrale opslagruimtes te halen. Dit bijkomend depot in Chimki werd in 1975 in gebruik genomen.
Op basis van depotplicht werd tussen 1922 en 1991 ten minste één kopie van elk in de USSR gepubliceerd boek bijgehouden. Deze regel werd nadien ook in de Russische wetgeving opgenomen.
De collectie van de bibliotheek bestond in 2017 uit meer dan 47.000.000 stukken, waaronder ruim 18,7 miljoen boeken, 13,3 miljoen tijdschriften, circa 350.000 muziekpartituren en geluidsdragers en meer dan 150.000 kaarten. De collectie bevat werk in 247 talen, waarbij het niet-Russische deel zo'n 29% van de totale collectie omvat.